# Чжан Ху
Чжан Ху (кит. трад. 張祜, упр. 张祜, пиньинь Zhāng Hù; 785—849(?)) — китайский поэт времен династии Тан. Детское имя (кит. 冬瓜, пиньинь Dōng Guā). Пять стихотворений вошли в антологию Триста танских поэм.

## Биография
Происходит из Синтая (провинция Хэбэй). По другим сведениям — из Наньян (сейчас Дэнчжоу).

## Творчество
金陵渡
金陵津渡小山樓，

一宿行人自可愁。

潮落夜江斜月裡，

兩三星火是瓜州。